# Ruben Östlund
Ruben Östlund (født 13. april 1974) er en svensk filmskaber, der er bedst kendt for sine satiriske sorte komedier Force Majeure (2014), The Square (2017) og Triangle of Sadness (2022). Han har modtaget adskillige anerkendelser, herunder to Guldpalmer, fire European Film Awards og nomineringer til tre Oscars.

## Tidligt liv og uddannelse
Östlund blev født i Styrsö, Göteborg kommune, Sverige. Efter endt gymnasie arbejdede han på flere skisportssteder i Alperne i vintersæsonen. Under sit ophold i Alperne begyndte han at fremstille skivideoer til sine venner, hvilket hjalp ham med at få et job hos et lokalt produktionsselskab.
Han studerede derefter på Göteborgs filmskole, hvorfra han dimitterede i 2001. Han blev optaget på skolen baseret på sine skifilm.  Sammen med filmproducer Erik Hemmendorff er han medstifter af produktionsselskabet Plattform Produktion, hvorfra hans film også produceres. 

## Karriere

### 2000–2011
Hans første tre spillefilm var The Guitar Mongoloid (2004), Involuntary (2008) og Play (2011).  Guitar Mongoloid vandt FIPRESCI-prisen ved Moskva Internationale Filmfestival. Östlunds kortfilm Incident by a Bank vandt Guldbjørnen for bedste kortfilm ved Berlin International Film Festival og Grand Prix ved Tampere Film Festival i 2011.

## Privat
Östlund var tidligere gift med sin instruktørkollega Andrea Östlund. Parret blev skilt i 2008 og har sammen tvillingedøtre.
Östlund har været i forhold med Sina Görcz, modefotograft, siden 2014 og parret har sammen en søn.

## Filmografi
| År   | Engelsk titel                      | Original titel                   | Noter        |
| ---- | ---------------------------------- | -------------------------------- | ------------ |
| 1993 | Addicted                           | Addicted                         | Skiløbsfilm  |
| 1997 | Free Radicals                      | Free Radicals                    | Skiløbsfilm  |
| 1998 | Free Radicals 2                    | Free Radicals 2                  | Skiløbsfilm  |
| 2000 | Låt dom andre sköta kärleken       | Låt dom andre sköta kärleken     | Dokumentar   |
| 2002 | Family Again                       | Familie igen                     | Dokumentar   |
| 2004 | The Guitar Mongoloid               | Gitarrmongot                     |              |
| 2005 | Autobiographical Scene Number 6882 | Scen nr: 6882 dit liv            | Kort         |
| 2008 | Involuntary                        | De ofrivillige                   |              |
| 2009 | Incident by a Bank                 | Handelsvid bank                  | Kort         |
| 2011 | Play                               | Play                             |              |
| 2014 | Force Majeure                      | Turist                           |              |
| 2017 | The Square                         | The Square                       |              |
| 2022 | Triangle of Sadness                | Triangle of Sadness              |              |
| 2026 | The Entertainment System Is Down   | The Entertainment System Is Down | I produktion |

## Eksterne links
- Ruben Östlund på Internet Movie Database (engelsk)
- Ruben Östlund at the Swedish Film Database
- Ruben Östlund at the Danish Film Institute
- Ruben Östlund at the British Film Institute
- Plattform Produktion official website
- Plattform Produktion at YouTube
- Ruben Östlund på Instagram